# تنسيقية ديمقراطية (إسبانيا)
التنسيقية الديمقراطية تعني (بالإسبانية Coordinación Democrática)، و عرفت شعبياً بتسمية بلاطاخونطا (Platajunta)، هي ائتلاف سياسي، نشأ في 26 مارس 1976، و ضم أطيافا سياسية متنوعة، لتشكيل جبهة سياسية موحدة مطالبة بالديمقراطية، في بداية مرحلة الانتقال الديمقراطي الإسباني.

تشكلت التنسيقية، إثر اندماج ائتلاف المجلس الديمقراطي Junta Democrática، المؤسس سنة 1974، بقيادة الحزب الشيوعي الإسباني، و الأرضية الديمقراطية Plataforma de Convergencia Democrática، المؤسسة سنة 1975، بزعامة الحزب العمالي الاشتراكي. انضمت إليها لاحقا مجموعة من الأحزاب الجهوية الوحدوية و الانفصالية، لتتغير تسمية التنسيقية إلى أرضية المنظمات الديمقراطية Plataforma de Organismos Democráticos، لتشكل جبهة كبرى و مخاطبا أساسيا لحكومة أدولفو سواريث، أثناء تهييئ قانون الإصلاح السياسي لسنة 1976. 

## المكونات[3]

### المجلس الديمقراطي
- الحزب الشيوعي الإسباني.
- حزب العمل الإسباني، ذو الإيديولوجية الماوية.
- الحزب الكارلي، الملكي و التقليداني.
- اللجان العمالية.
- الحزب الاشتراكي الشعبي، الذي أسسه إنريكي تييرنو.
- التحالف الاشتراكي للأندلس.
- العدالة الديمقراطية (جمعية لمهنيي القضاء).

### الأرضية الديمقراطية
- حزب العمال الاشتراكي (PSOE).
- الحركة الشيوعية الإسبانية(MCE).
- اليسار الديمقراطي.
- المنظمة الثورية للعمال (ORT).
- التجمع الاشتراكي الديمقراطي لكاتالونيا.
- الهيئة الاستشارية الباسكية.
- الاتحاد الديمقراطي لبلنسية.
- الاتحاد الاشتراكي الديمقراطي الإسباني.
- الحزب الكارلي.
- الحزب الغاليسي الاشتراكي الديمقراطي.
- الاتحاد العام للعمال (UGT).